# Багери, Али
Али Багери Кани (перс.  علی باقری کنی‎; род. октябрь 1967, Тегеран) — иранский экономист и государственный деятель, исполняющий обязанности министра иностранных дел Ирана с 20 мая 2024 года.

## Биография
Али Багери родился в октября 1967 года в округе Тегеран. Его отец, Мохаммад-Багер Багери, был известным шиитским священнослужителем, который являлся членом Совета экспертов. Дядя Багери, Мохаммад-Реза Махдави Кани, позже возглавил этот государственный орган.

## Карьера
Багери начал карьеру дипломата в 1990 году. Он являлся заместителем секретаря Высшего совета национальной безопасности Ирана с 2007 по 2013 год, а в настоящее время занимает пост советника этого совета.
Багери был председателем президентской кампании Саида Джалили на выборах 2013 года, а также был главным переговорщиком при обсуждении между Ираном и Соединёнными Штатами сделки об освобождении заключенных в сентябре 2023 года.
Багери стал исполняющим обязанности министра иностранных дел Ирана 20 мая 2024 года, после гибели своего предшественника Хосейна Амира Абдоллахияна в крушении вертолета.